# Papagaio-campeiro
Papagaio-campeiro (nome científico: Amazona ochrocephala), também popularmente conhecido como aiuruapara ou ajuruapara, é uma espécie de papagaio nativa da América do Sul tropical, Panamá e Trindade e Tobago no Caribe. Sua taxonomia é altamente complexa e o papagaio-de-cabeça-amarela (A. oratrix) e o papagaio-de-nuca-amarela (A. auropalliata) são por vezes considerados subespécies do papagaio-campeiro. Exceto na seção taxonômica, o seguinte trata apenas do grupo nominal (incluindo as subespécies xantholaema, nattereri e panamensis). Eles são encontrados na bacia amazônica.

## Etimologia
Os nomes vernáculos aiuruapara e ajuruapara derivam do tupi ayu'ru, "boca de gente, papagaio", e -apara, "vergado, arqueado".

## Taxonomia
O papagaio-campeiro foi formalmente descrito em 1788 pelo naturalista alemão Johann Friedrich Gmelin em sua edição revisada e ampliada do Systema Naturae de Carlos Lineu. Ele o colocou com todos os outros papagaios do gênero Psittacus e cunhou o nome binomial Psittacus ochrocephalus. Gmelin especificou a localidade tipo como "América", mas isso foi restrito à Venezuela em 1902. O papagaio-campeiro é hoje uma das cerca de trinta espécies de papagaios pertencentes ao gênero Amazona, introduzido pelo naturalista francês René Lesson em 1830. O nome do gênero é uma versão latinizada do nome Amazone dado a esses papagaios no século XVIII pelo conde de Buffon, que acreditava que eram nativos das selvas amazônicas. O ochrocephala específico combina o grego antigo ōkhros que significa "amarelo pálido" com -kephalos que significa "cabeça".
Quatro subespécies são reconhecidas:
- A. o. panamensis (Cabanis, 1874) – oeste do Panamá e noroeste da Colômbia
- A. o. ochrocephala (Gmelin, JF, 1788) – leste da Colômbia e Venezuela através das Guianas e norte do Brasil
- A. o. xantholaema Berlepsch, 1913 – ilha de Marajó (ao largo do norte do Brasil no delta do Amazonas)
- A. o. nattereri (Finsch, 1865) – sul da Colômbia ao leste do Peru, norte da Bolívia e oeste do Brasil

O complexo Amazona ochrocephala, que tem sido descrito como "uma dor de cabeça taxonômica", é considerado uma única espécie por algumas autoridades e dividido em três espécies, A. ochrocephala (papagaio-campeiro), A. auropalliata (papagaio-de-nuca-amarela) e A. oratrix (papagaio-de-cabeça-amarela), por outros. A divisão é baseada principalmente na quantidade de amarelo na plumagem, na cor das pernas e do bico, na proximidade do grupo oratrix e do grupo auropalliata em Oaxaca, México, sem cruzamento aparente e na presença de membros de ambos o grupo nomeado e o grupo auropalliata no norte de Honduras. Esta avaliação, no entanto, foi confundida por mal-entendidos sobre as variações de plumagem nas populações do norte de Honduras, onde as aves variam muito em quantidade de amarelo na cabeça, coroa e nuca, mas têm bicos claros e uma plumagem juvenil correspondente ao grupo oratrix, mas nem o nominal nem o grupo auropalliata. O táxon caribaea das ilhas da Baía é um membro do grupo auropalliata e ocorre relativamente próximo aos membros do grupo oratrix. Como caribaea pode ter uma mandíbula inferior relativamente pálida, isso pode indicar um nível de fluxo gênico entre este e os táxons próximos do grupo oratrix. Se confirmado, isso pode sugerir que os dois são mais bem considerados coespecíficos. Alternativamente, foi sugerido que caribaea e parvipes, ambos tipicamente colocados no grupo auropalliata, podem estar mais próximos da oratrix do que da auropalliata estrito senso. Ambos são relativamente pequenos e têm o ombro vermelho como nos membros do grupo oratrix, mas ao contrário do auropalliata estrito senso.
Os membros deste complexo são conhecidos por hibridar em cativeiro e análises filogenéticas recentes do DNA não apoiaram a divisão nas três espécies biológicas "tradicionais", mas revelaram três clados, que potencialmente poderiam ser divididos em três espécies filogenéticas: uma espécie mexicana e da América Central (incluindo panamensis, que se estende ligeiramente à América do Sul), uma espécie do norte da América do Sul (nominal do norte) e uma espécie do sul da bacia amazônica (nattereri, xantholaema e nominal do sul). O clado da América Central pode potencialmente ser dividido ainda mais, com panamensis e tresmariae reconhecidos como duas espécies monotípicas. Os membros do clado do sul da bacia amazônica devem ser indiscutivelmente incluídos como subespécies do papagaio-verdadeiro (Amazona aestiva), pois estão mais próximos uns dos outros do que dos clados do norte. Desconsiderando esses problemas, os seguintes táxons fazem parte do complexo Amazona ochrocephala conforme tradicionalmente delimitado:

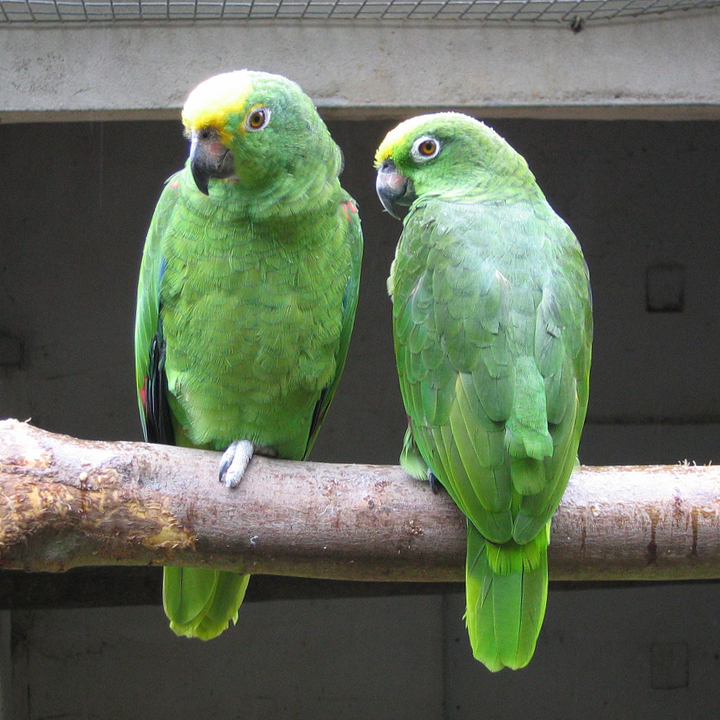
Par exposto no Zoológico Well Place de Wallingford, Inglaterra

- Grupo nominal ("verdadeiro" papagaio-campeiro):
  - Amazona o. ochrocephala: centro-leste e sudeste da Colômbia, Venezuela, Trindade, Guiana, Suriname, Guiana Francesa e norte e leste Bacia Amazônica no Brasil.
  - Amazona o. xantholaema: ilha de Marajó, delta do Amazonas e nordeste do Brasil.
  - Amazona o. nattereri: Extremo sudeste da Colômbia, leste do Equador, leste do Peru, norte da Bolívia e sudoeste da bacia amazônica do Brasil (leste até cerca de Mato Grosso); frequentemente incluídos em A. o. ochrocephala.[22]
  - Amazona o. panamensis: oeste do Panamá ao noroeste da Colômbia; às vezes chamado de papagaio-panamenho
- Grupo auropalliata (papagaio-de-nuca-amarela):
  - Amazona a./o. auropalliata: do sul do México ao noroeste Costa Rica.
  - Amazona a./o. parvipes: Costa do Mosquito no leste de Honduras e nordeste da Nicarágua.
  - Amazona a./o. caribaea: ilhas da Baía, Honduras.
- Grupo oratrix (papagaio-de-cabeça-amarela):
  - Amazona o./o. oratrix: Oceano Pacífico e encostas do golfo do México; também, existe uma população em Estugarda, na Alemanha.
  - Amazona o./o. tresmariae: Ilhas Três Marías, no centro-oeste do México.
  - Amazona o./o. belizensis: Belize.
  - Amazona o./o. hondurensis: Vale Sula no norte de Honduras.

Destes, o hondurensis foi descrito apenas recentemente, enquanto a população no noroeste de Honduras e adjacente ao leste da Guatemala (perto de Puerto Barrios) se assemelha ao belizensis e é comumente incluído nessa subespécie, mas pode na verdade representar uma subespécie não descrita. Às vezes, é referido como guatemalensis, mas até que seja oficialmente descrito, o nome permanece provisório. Uma subespécie adicional, magna, às vezes foi reconhecida à população na encosta do Golfo do México, mas hoje a maioria das autoridades a considera inválida, incluindo essa população em oratrix.

## Descrição

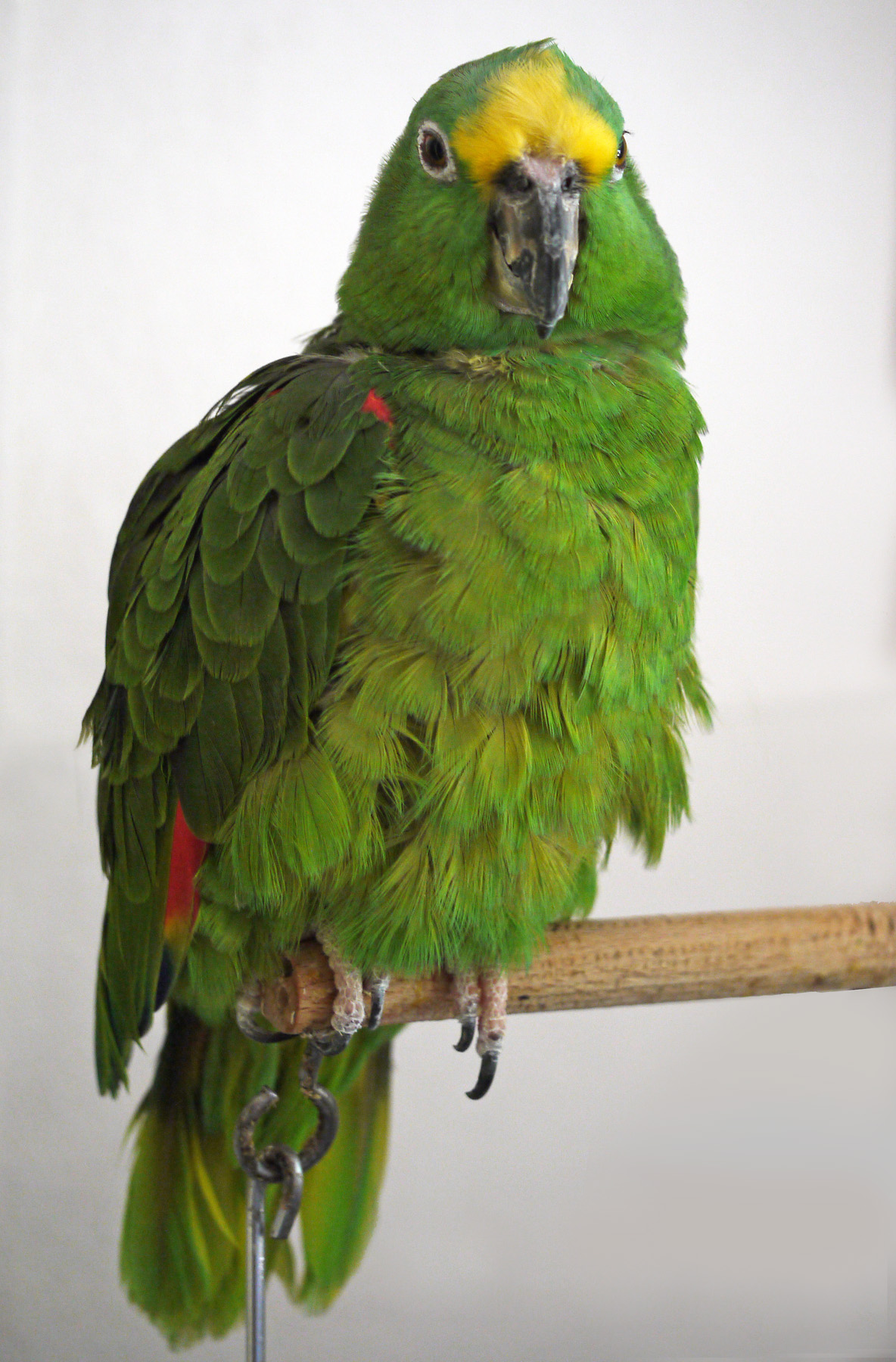
Espécime doméstico

As subespécies do grupo nominal (incluindo as subespécies xantholaema, nattereri e panamensis) têm um comprimento total de 33–38 centímetros (13–15 polegadas). Como a maioria dos outros papagaios Amazona, tem uma cauda curta e quadrada e plumagem principalmente verde. Tem pontas azul-escuras nas secundárias e primárias e um espelho alar vermelho, borda carpal (borda dianteira da asa no "ombro") e base das penas externas da cauda. As seções vermelho e azul escuro são muitas vezes difíceis de ver quando a ave está empoleirada, enquanto a base vermelha das penas externas da cauda raramente pode ser vista sob condições normais de observação na natureza. A quantidade de amarelo na cabeça varia, com o nominal, nattereri e panamensis tendo amarelo restrito à região da coroa (ocasionalmente com algumas penas aleatórias ao redor dos olhos), enquanto a subespécie xantholaema tem a maior parte da cabeça amarela. Todos têm um anel ocular branco. Possuem bico escuro com chifre grande (cinza) ou mancha avermelhada na mandíbula superior, exceto panamensis, que possui bico cor de chifre. Machos e fêmeas não diferem na plumagem. Com exceção do espelho da asa, os juvenis têm pouco amarelo e vermelho na plumagem.

## Distribuição e habitat
O papagaio-campeiro é encontrada na bacia amazônica e nas Guianas, com populações adicionais no noroeste da América do Sul e no Panamá. Foi introduzido em Grande Caimã. É uma ave de florestas tropicais (úmidas e secas), bosques, manguezais e savanas e também pode ser encontrada em terras cultivadas e áreas suburbanas. Na parte sul de sua distribuição, raramente é encontrado longe da floresta amazônica. É principalmente uma ave de planície, mas foi registrada localmente até 800 metros (2 600 pés) ao longo das encostas orientais dos Andes. Populações introduzidas e aparentemente reprodutivas foram relatadas em Porto Rico. Uma colônia selvagem de cerca de 60 animais vive em Estugarda, na Alemanha, desde meados da década de 1980.

## Comportamento
Eles são normalmente encontrados em pares ou pequenos bandos de até 30, mas grupos maiores podem se reunir para comer argila. Sua alimentação inclui frutas, nozes, sementes, bagas, flores e brotos de folhas. Os papagaios-campeiros gostam de milho e frutas cultivadas. O ninho fica numa cavidade numa árvore, palmeira ou termitário, onde põem de dois a três ovos. O tempo de incubação é de cerca de 26 dias e os filhotes deixam o ninho cerca de 60 dias após a eclosão.

## Conservação
O papagaio-campeiro é classificada como menos preocupante pela BirdLife International e, consequentemente, também pela União Internacional para Conservação da Natureza (UICN / IUCN). Embora se acredite que as populações estejam em declínio, elas ainda não se aproximam do limite especificado pela BirdLife International para classificar as espécies como quase ameaçadas. Como é o caso da maioria dos papagaios, está listado no apêndice II da Convenção sobre o Comércio Internacional das Espécies Silvestres Ameaçadas de Extinção (CITES). Ocorre em numerosas áreas protegidas e permanece bastante comum em grande parte de sua distribuição. Em 2007, a subespécie A. o. xantholaema (citada sob o erro tipográfico xantholaena), foi classificada como vulnerável na Lista de espécies de flora e fauna ameaçadas de extinção do Estado do Pará. E em 2018, foi classificado como pouco preocupante na Lista Vermelha do Livro Vermelho da Fauna Brasileira Ameaçada de Extinção do Instituto Chico Mendes de Conservação da Biodiversidade (ICMBio).